# Onkolit

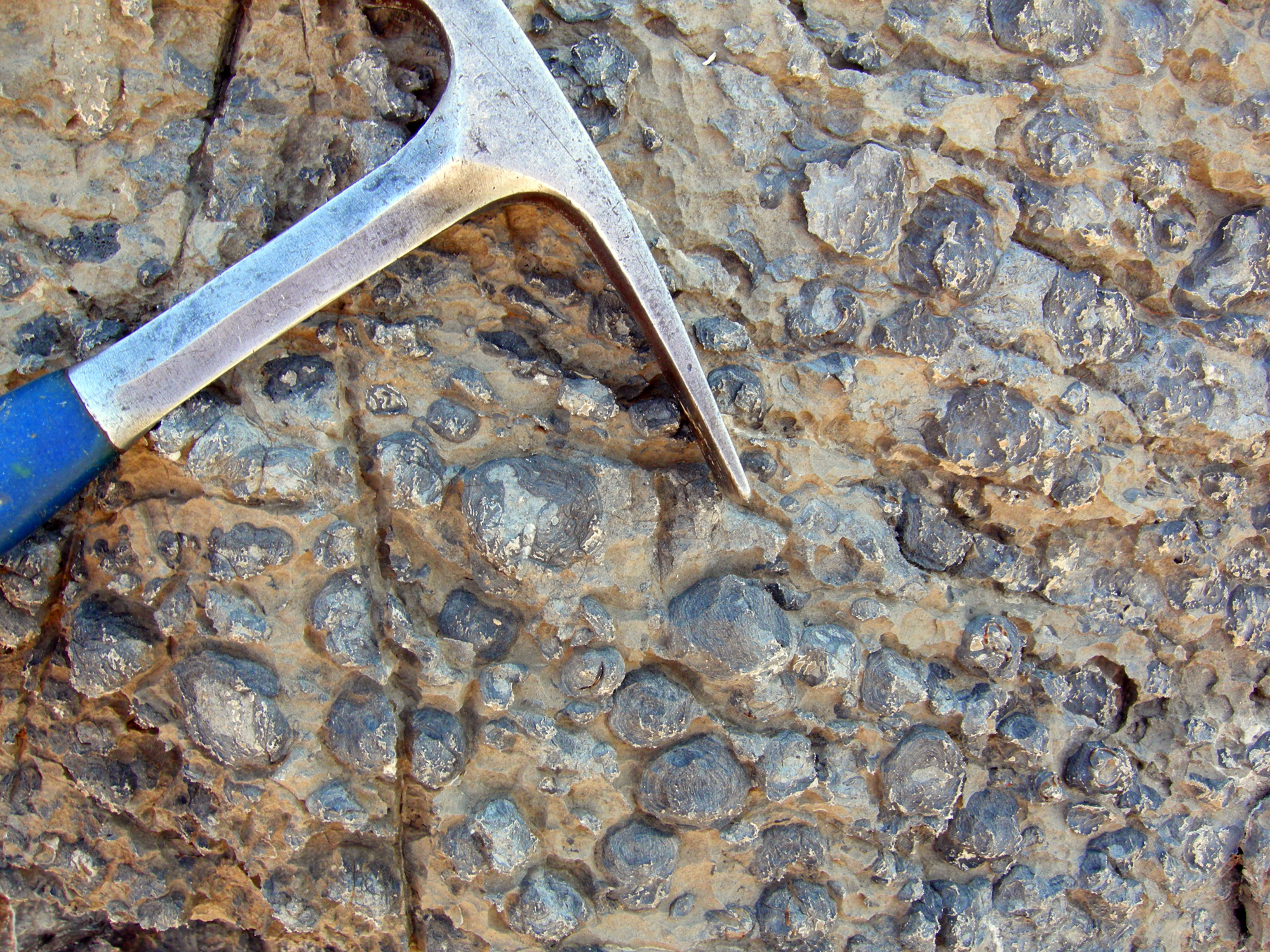

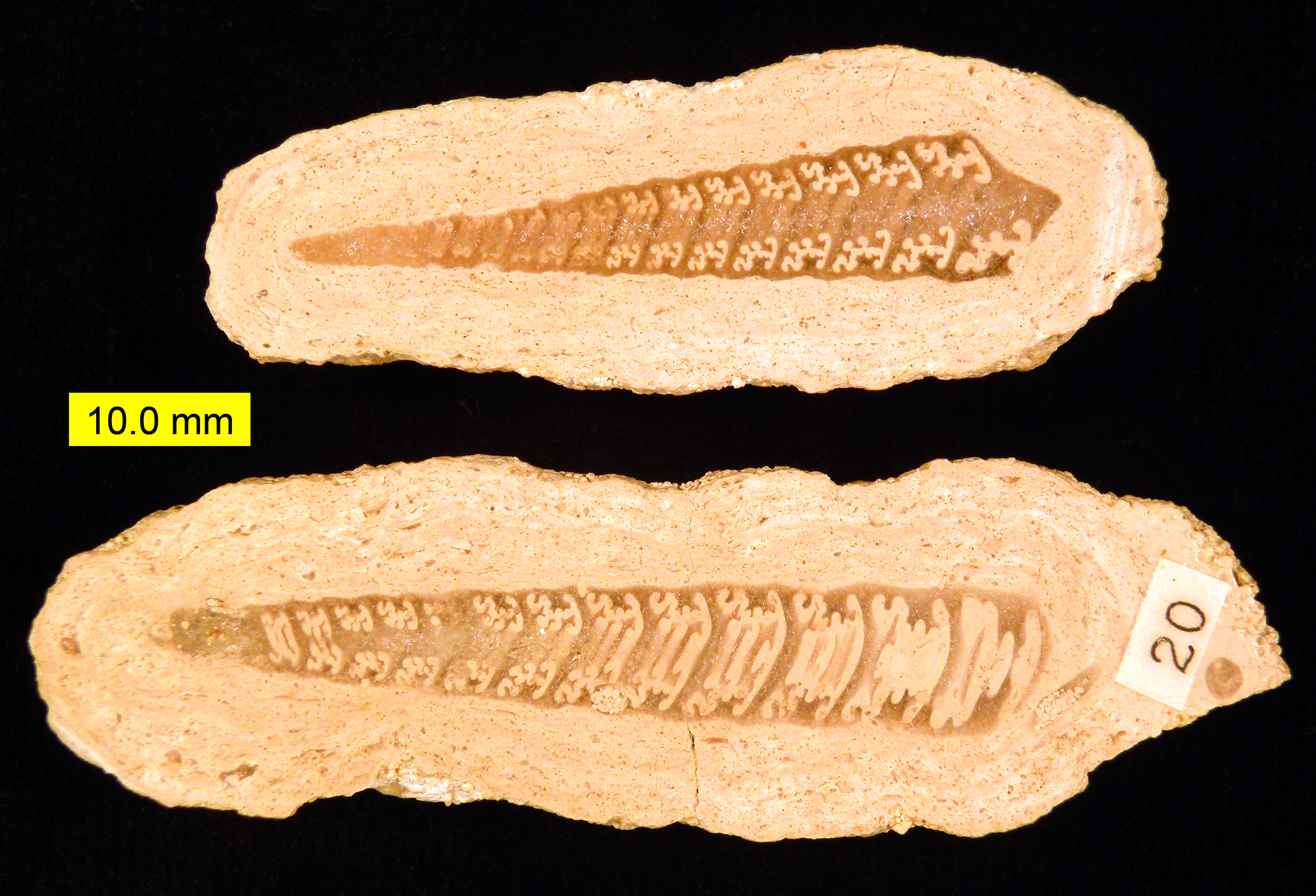
Onkoliter bildades runt mitten jura gastropod Bactroptyxis trachaea Normandie, Frankrike.

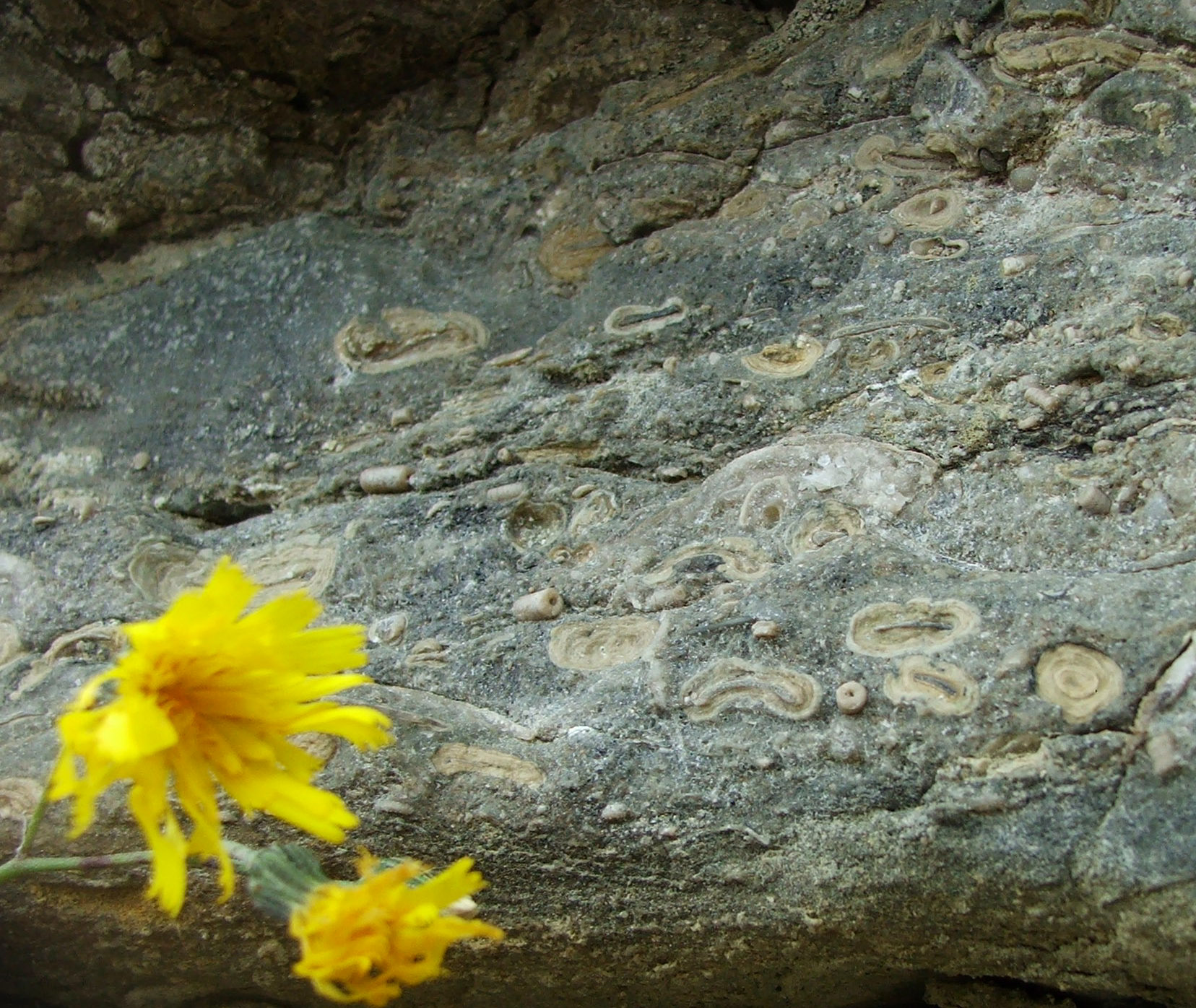
Onkoliter från de övre Burgsviksbäddarna (Silur), med skalfragment som kärnor. Den stora blomman är 2 cm i diameter.

Onkolit (av grekiska: onko, "tumör", lithos, "sten") är en sedimentär struktur som innehåller skikt av onkoider, centimeterstora kalkkorn som bildats i en varm, marin miljö genom tillväxt av cyanobakterier. Onkoliter är mycket lika  stromatoliter, men istället för att bilda kolonner, bildar de ungefär sfäriska strukturer. Onkoiderna bildas ofta runt en central kärna, såsom ett skalfragment, och en kalciumkarbonatstruktur avsätts av mikrober som inkorsar sig. Onkoliter är indikatorer på varmt vatten i den eufotiska zonen, men är också kända i samtida sötvattensmiljöer. Dessa strukturer överstiger sällan 10 cm i diameter.
Onkoliter kan ha antingen en porostromat- eller spongiostromattextur. De flesta onkoliter är spongiostromat, utan någon igenkännbar cellstruktur eller mikrostruktur. Porostromat onkoliter är mestadels okända under prekambrium. Sedan eocen har de mestadels varit begränsade till sötvattenmiljöer.
Jämför: Oolit/oodid samt pisolit/pisoid.

## Förekomst
Uppkomsten av färska eller nästan nya sötvattenonkoider har dokumenterats i två floder i Bayern, Alz, vars källa är Chiemsee, och Moosach, nära Freising. Moderna onkoider växer också i vissa källor i Atacamaöknen i Sydamerika. I ett särskilt fall har ett system av onkoider observerats på gränsen mellan Salar de Antofalla och en intilliggande våtmark.